# Тукаев, Камиль Ирикович
Камиль Ирикович Тукаев (тат. Камил Ирек улы Тукаев; род. 11 января 1961, Красноярск) — российский актёр театра и кино, театральный режиссёр. Народный артист Российской Федерации (2022), обладатель театральной премии «Золотая маска» (2019).

## Биография
Родился 11 января 1961 года в Красноярске.
В 1979 году поступил в Иркутское театральное училище на курс режиссёра Михаила Богина. После окончания начал работать в Иркутском ТЮЗе. В 1987 году переехал в Воронеж, стал работать в Воронежском ТЮЗе, а затем в Камерном театре.
Дебютировал в кино в 2003 году в картине Алексея Мурадова «Правда о щелпах».
На Открытом российском кинофестивале в Сочи («Кинотавр») в июне 2003 года был удостоен приза «За лучшую мужскую роль», который разделил с ещё двумя актёрами из «Правды о щелпах» Леонидом Окуневым и Алексеем Шляминым. В 2004 году был удостоен звания «Заслуженный артист Российской Федерации». В 2005 году снялся в фильме «Солдатский декамерон» в роли подполковника Лукина.
С 2006 года живёт в Москве. Сотрудничает с Центром драматургии и режиссуры Рощина и Казанцева.
В 2019 году удостоен театральной премии «Золотая маска» в номинации «Лучшая мужская роль» за роль Креона в спектакле режиссёра Михаила Бычкова «Антигона» Воронежского Камерного театра.
В качестве театрального режиссёра поставил спектакли «Лондон» в Воронежском камерном театре (вместе с Юрием Овчинниковым) и «Бегущий за ветром» в Альметьевском татарском драматическом театре.

## Творчество

### Фильмография
- 2003 — Правда о щелпах (фильм) — Сперанский
- 2005 — Солдатский декамерон — подполковник Лукин
- 2007 — Красный жемчуг любви[уточнить]
- 2007 — Судебная колонка (телесериал) — Игорь
- 2008 — Встречная полоса (телесериал) — Мордин
- 2008 — Дважды в одну реку — Игорь
- 2008 — Фотограф (телесериал)[уточнить]
- 2009 — Чудо — Валериан Григорьевич
- 2010 — Москва-рай (короткий метр)[уточнить]
- 2010 — Достоевский (телесериал)
- 2011 — Бежать (телесериал)[уточнить]
- 2012 — Инспектор Купер (телесериал) — Михалёв, знакомый Купера
- 2014 — Переводчик (телесериал) — Семён
- 2020 — Доктор Лиза — Антипов
- 2021 — Чиновница — Богданов

## Семья
- Жена — Нина Прошунина, художник[5];
- Сын — Клим Тукаев (родился в 1998 году), кинорежиссер[5].